# بدعت تبدیل
بدعت تبدیل (انگلیسی: The Heresy of Paraphrase) عنوان تناقضی است که بنا بر آن تأویل و بازگویی یک شعر باعث می‌شود فرم آن (که بخشی جدایی‌ناپذیر از معنای آن است) از بین برود. این مفهوم را بار نخست منتقد ادبی آمریکایی کلینت بروکس در کتابش با عنوان گلدان خوش‌ساخت (چاپ ۱۹۴۷) که اثری در نحلهٔ نقد نو است استفاده کرد. به گفتهٔ بروکس معنا در شعر غیرقابل تقلیل است چرا که «شعر حقیقی خود یک تجربه است و نباید آن را صرفاً گزاره‌هایی دربارهٔ تجربه یا انتزاعی از آن انگاشت.»
طرفداران نظریه نقد نو بر آنند که شعر را نمی‌توان بازگو یا ترجمه کرد و چنین عملی باعث می‌شود شعر معنای خود را از دست بدهد. برخی منتقدان مثل الکس نیل با این گزاره موافق نیستند. به گفتهٔ او هیچ‌کس انتظار ندارد ترجمه یا بازگویی شعر معنای دقیق و کامل شعر اصلی را در خود داشته باشد، اما بازگویی یا ترجمه می‌تواند همان زیبایی‌ای که شعر اصلی بر پایهٔ آن بنا شده را بازآفرینی کند.